# HMS Elephant (1786)
HMS Elephant – żaglowy dwupokładowy 74-działowy okręt liniowy brytyjskiej marynarki wojennej z okresu wojen napoleońskich, od 1818 roku fregata.

## Historia
HMS „Elephant” (pol. słoń) należał do dwupokładowych 74-działowych okrętów liniowych typu Arrogant. Zbudowany został w prywatnej stoczni George′a Parsona w Bursledon nad rzeką Hamble, wodowany 24 sierpnia 1786 roku. Do służby w marynarce brytyjskiej został przyjęty w czerwcu 1790 roku, lecz dopiero w 1800 roku zakończono jego wyposażanie w Portsmouth.
Uzbrojenie w 1801 roku tworzyło 28 dział 32-funtowych w głównej baterii, 28 dział 18-funtowych w górnej baterii oraz 16 karonad 32-funtowych i dwie armaty 9-funtowe na pokładzie dziobowym i rufowym.

## Służba
Od 30 grudnia 1799 roku kapitanem okrętu był kmdr Thomas Foley. „Elephant” wszedł do działań zimą 1800/1801 roku, w składzie eskadry blokadowej na wodach kanału La Manche. W marcu 1801 roku został włączony do ekspedycji bałtyckiej admirała Parkera. Z uwagi na mniejsze zanurzenie od okrętów trójpokładowych, 27 marca 1801 roku został okrętem flagowym zastępcy dowódcy zespołu brytyjskiego, wiceadmirała Nelsona. 2 kwietnia 1802 roku okręt jako flagowiec Nelsona wziął udział w bitwie pod Kopenhagą. W jej trakcie odniósł uszkodzenia kadłuba i takielunku od ostrzału i stracił 9 zabitych i 13 rannych. Po zawieszeniu broni wieczorem utknął na mieliźnie obok duńskiego fortu Trekroner, lecz nie był już ostrzeliwany i później z niej zszedł. Do lipca służył w dalszym toku kampanii bałtyckiej jako flagowiec Nelsona na przemian z trójpokładowym HMS „Saint George”, przy tym 23 maja kotwiczył na Zatoce Gdańskiej. Od grudnia 1801 roku jego kapitanem był kmdr George Dundas.
W 1803 roku „Elephant” uczestniczył w blokadzie sił francuskich na wyspie San Domingo. W lipcu ścigał i walczył z francuskim okrętem liniowym „Duguay-Trouin” (nominalnie 74-działowym), lecz wycofał się po nadpłynięciu francuskiej fregaty. W 1807 roku okręt powrócił do Anglii na remont, powracając do służby w kwietniu 1811 roku. Kapitanem był wówczas kmdr Francis Austen. Do maja 1814 roku działał na wodach europejskich, zwalczając francuskich i amerykańskich korsarzy, po czym został wycofany do rezerwy.

## Przebudowa

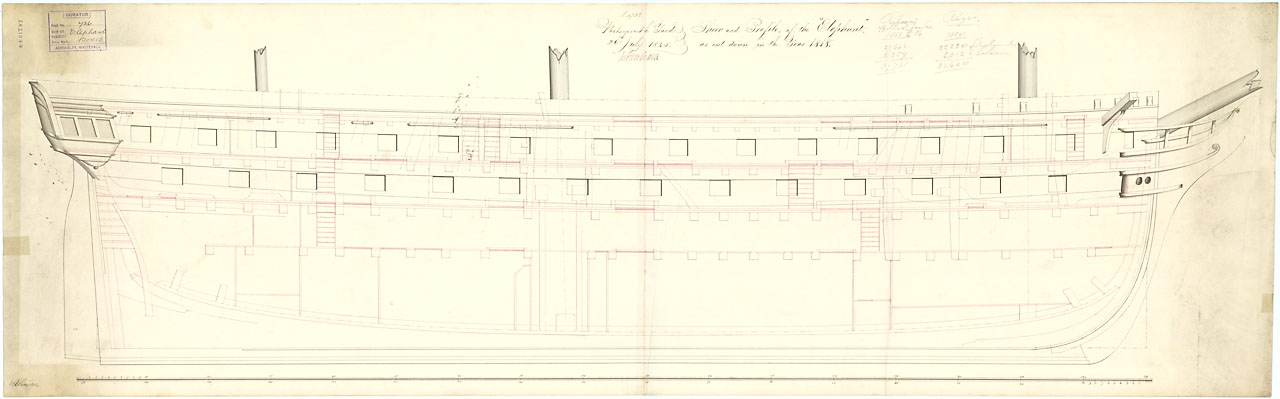
Plan kadłuba po przebudowie na fregatę

W 1818 roku „Elephant” został przebudowany przez ścięcie nadbudówek na silną 58-działową fregatę 4 rangi. Uzbrojenie stanowiło 28 dotychczasowych dział 32-funtowych w głównej baterii oraz 28 karonad 42-funtowych i dwie armaty 12-funtowe w górnej baterii. Dysponował on przez to cięższą salwą burtową niż poprzednio, chociaż karonady miały mniejszą donośność. Górną baterię przykryto w całości ciągłym pokładem (spardekiem), ułatwiającym obsługę żagli. Był jednym z 13 brytyjskich liniowców przestarzałej już 74-działowej klasy przebudowanych w podobny sposób.
Jako fregata, „Elephant” nie uczestniczył już w akcjach bojowych. W 1830 roku został ostatecznie wycofany i w listopadzie tego roku rozebrany. 